# پرنسس چارداش

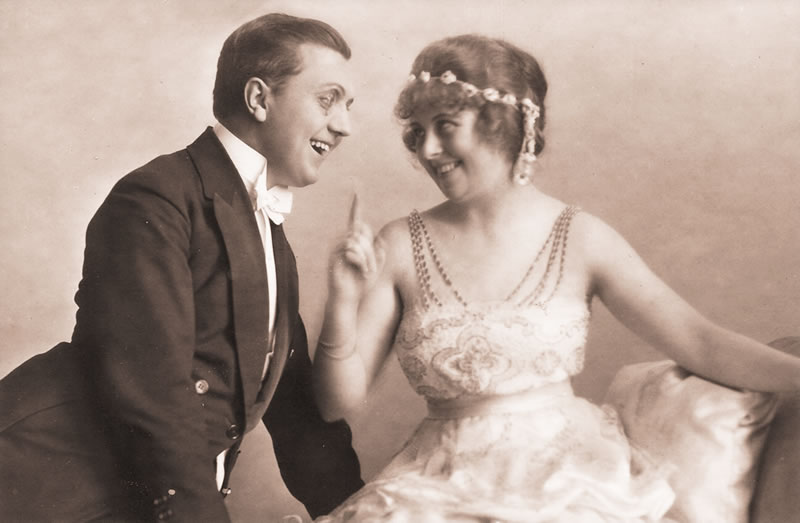
عکسی از اولین اجراها

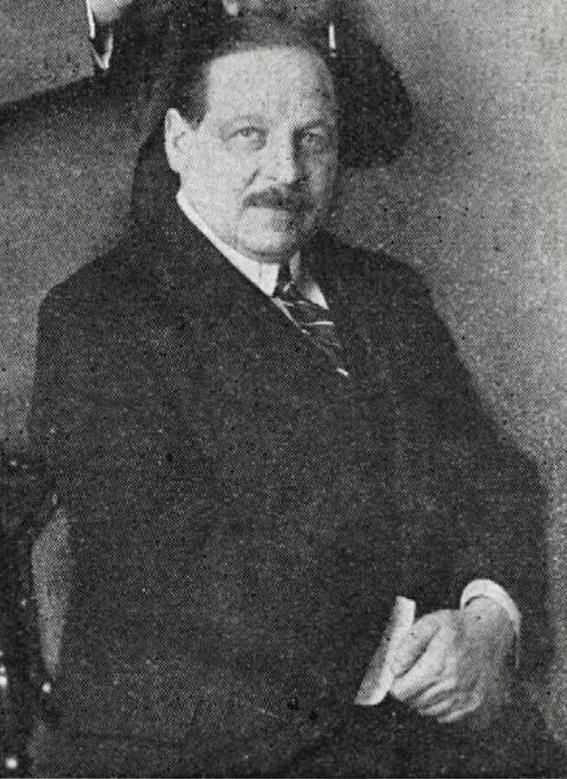
ایمره کالمان آهنگساز اثر

پرنسسِ چارداش (مجاری: Csárdáskirálynő؛ آلمانی: Die Csárdásfürstin) نام اپرتی در سه پرده توسط آهنگ‌ساز مجار ایمره کالمان و لیبرتوی لئو استاین و بِلا یِنباخ است. اولین اجرای آن در ۱۹۱۵ در وین به روی صحنه رفت و از ابتدا با محبوبیت فراوانی در اتریش، آلمان و شوروی روبرو شد و چندین فیلم از آن اقتباس شد.

## خلاصه

### پرده اول
سیلویا، خوانندهٔ اولِ اورفِئوم عازم آمریکا است ولی سه معشوق او از خانواده‌های نجیب‌زاده: اِدوین، فِری و بونی خواستار ماندن او هستند. ادوین، غافل از اینکه پدر و مادرش ترتیب ازدواج او را با شتازی دخترخاله‌اش در خانهٔ وین داده‌اند، با یک دفتردار تعهدنامه‌ای را جهت ازدواج با سیلویا در ده هفتهٔ آتی تهیه و امضاء می‌کند. سیلویا سفر آمریکا را لغو می‌کند و ادوین او را برای انجام نظام وظیفه (در زمان صلح) ترک می‌کند.

### پرده دوم
درست در زمان انقضای سند ازدواج، سیلویا به عمارت ادوین در وین رفته و وانمود می‌کند که با بونی ازدواج کرده است. ادوین با شتازی نامزد است، که به ادوین اهمیت نمی‌دهد و فقط خواستار ازدواج قراردادی است. بونی عاشق شتازی می‌شود و ادوین از اینکه زودتر قولش را به سیلویا عملی نکرده، پشیمان است. ادوین دچار خطا شده و به سیلویا می‌گوید که والدینش تنها در صورت تظاهر به طلاق از بونی، سیلویا را قبول می‌کنند، چون تنها به این واسطه وارد جامعهٔ اعیان خواهد شد. پدر ادوین نیز جداگانه به اطلاع سیلویا می‌رساند که اگر بدون رسیدن به مقام نجیب‌زادگی با ادوین ازدواج کند، در جامعهٔ اشراف فقط یک پرنسس چارداش باقی خواهد ماند. سیلویا با شرمسار کردن ادوین و پدرش، آنها را در حضور دوستان و آشنایان ترک می‌کند.

### پرده سوم
فری با گروه کاباره از بوداپست در هتلی در وین است و قرار دارد در سفر آمریکا با کشتی، سیلویا را همراهی کند. با وارد شدن همه، فری مادر ادوین، خوانندهٔ اولِ کابارهٔ بوداپست و ستارهٔ پیش از سیلویا را می‌شناسد. مادر ادوین به دو زوج: سیلویا/ادوین و بونی/شتازی می‌پیوندد.

## نقش‌ها
| نقش                          | نوع صدا      |
| ---------------------------- | ------------ |
| سیلویا وِرِتسکی (سیلوا وارِزکو) | سوپرانو      |
| ادوین رونالد                 | تنور/باریتون |
| کنتس شتازی                   | سوپرانو      |
| گراف بونی کانچیانو           | تنور         |
| فری فُن کِرِکِش                  | باس          |
| سِسیلیا (مادر ادوین)          | کنترآلتو     |
| لئوپولد ماریا (پدر ادوین)    | باس          |

## یادداشت
1. ↑  در لیبرتوی آلمانی: سیلوا
2. ↑  Prima donna
3. ↑  تئاتر اُپِرِت بوداپست
4. ↑  به آلمانی: Sylva Varescu؛ به مجاری: Vereczky Szilvia